# Włodzimierz Słubicki

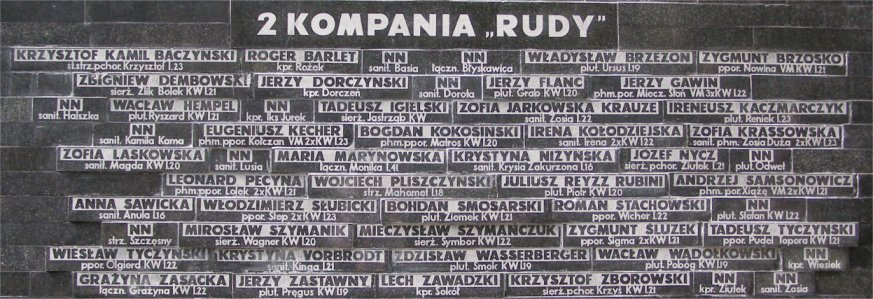
Mogiła symboliczna na Wojskowych Powązkach. Nazwisko Włodzimierza Słubickiego znajduje się w 7. rzędzie

Włodzimierz Słubicki ps. Step (ur. 17 czerwca 1921 w Warszawie, zm. 31 sierpnia 1944 tamże) – sierżant podchorąży, uczestnik powstania warszawskiego jako podporucznik w szeregach III plutonu „Felek” 2. kompanii „Rudy” batalionu „Zośka” Armii Krajowej. Syn Józefa.
Podczas okupacji niemieckiej działał w polskim podziemiu zbrojnym.
W powstaniu warszawskim walczył wraz ze swoim oddziałem na Woli i Starym Mieście.
Poległ 31 sierpnia 1944 przy ul. Franciszkańskiej 12 na Starym Mieście. Miał 23 lata. Został dwukrotnie odznaczony Krzyżem Walecznych. Jego symboliczna mogiła znajduje się na Powązkach Wojskowych w Warszawie.